# Hetaerina pilula
Hetaerina pilula – gatunek ważki z rodziny świteziankowatych (Calopterygidae). Występuje na terenie Ameryki Środkowej.